# Správní obvod obce s rozšířenou působností Jaroměř
Správní obvod obce s rozšířenou působností Jaroměř je od 1. ledna 2003 jedním ze čtyř správních obvodů rozšířené působnosti obcí v okrese Náchod v Královéhradeckém kraji. Rozšířenou přenesenou působnost státu v něm vykonává Městský úřad Jaroměř. Správní obvod zahrnuje město Jaroměř a dalších 14 obcí.
Město Jaroměř je zároveň obcí s pověřeným obecním úřadem, přičemž oba správní obvody jsou územně totožné.

## Seznam obcí
Poznámka: Města jsou vyznačena tučně.
- Dolany
- Heřmanice
- Hořenice
- Chvalkovice
- Jaroměř
- Jasenná
- Nový Ples
- Rasošky
- Rožnov
- Rychnovek
- Šestajovice
- Velichovky
- Velký Třebešov
- Vlkov
- Zaloňov

## Obyvatelstvo
| Rok  | Obyv.  | ± %     |
| ---- | ------ | ------- |
| 1869 | 20 253 | —       |
| 1880 | 25 621 | +26,5 % |
| 1890 | 25 990 | +1,4 %  |
| 1900 | 26 095 | +0,4 %  |
| 1910 | 26 907 | +3,1 %  |

| Rok  | Obyv.  | ± %     |
| ---- | ------ | ------- |
| 1921 | 26 046 | −3,2 %  |
| 1930 | 27 814 | +6,8 %  |
| 1950 | 20 660 | −25,7 % |
| 1961 | 20 236 | −2,1 %  |
| 1970 | 19 270 | −4,8 %  |

| Rok  | Obyv.  | ± %    |
| ---- | ------ | ------ |
| 1980 | 18 918 | −1,8 % |
| 1991 | 18 782 | −0,7 % |
| 2001 | 19 174 | +2,1 % |
| 2011 | 18 864 | −1,6 % |
| 2021 | 18 679 | −1 %   |